# Linga (Nyasa)
Linga ist ein Verwaltungsbezirk (Ward) des Distrikts Nyasa in der tansanischen Region Ruvuma.

## Geografie
Linga liegt im Südwesten von Tansania etwa 85 Kilometer nördlich der Distrikthauptstadt Mbamba Bay. Der größte Fluss ist der Ruhuhu, der die Grenze im Norden bildet. Der Bezirk grenzt im Norden an Ruhuhu und Masasi, im Südosten an Namswea, im Süden an Muungano und im Westen an Lituhi. Bei der Volkszählung 2022 lebten 2652 Menschen in 613 Haushalten auf einer Fläche von 171 Quadratkilometern.

## Gliederung
Der Bezirk besteht aus drei Gemeinden (Mtaa) mit 14 Orten (Kitongoji):
| Ngingama - Ngingama A - Ngingama B - Muhulasi - Mikoroshini - Miembeni | Lukali - Kiyogo - Matikiriri - Tulia - Lukale - Mbugani | Litumbakuhamba - Kiwindi - Nyahuwi - Wima - Nkolosi |

## Infrastruktur
- Gesundheit: In den Gemeinden Ngingama[6] und Litumbakuhamba[7] liegt je eine staatliche Apotheke.